# 8101 Yasue
8101 Yasue è un asteroide della fascia principale. Scoperto nel 1993, presenta un'orbita caratterizzata da un semiasse maggiore pari a 2,8770078 UA e da un'eccentricità di 0,0559664, inclinata di 3,40485° rispetto all'eclittica.